# Asian Highway 12
Der Asian Highway 12 (AH12) (englisch für ‚Asiatische Fernstraße 12‘) ist eine Strecke des Asiatischen Fernstraßen-Projektes mit einer Gesamtlänge von 1195 km.
Ähnlich den Europastraßen werden existierende Strecken zusätzlich mit der Bezeichnung „AH12“ ausgestattet. Die teilnehmenden Staaten haben sich verpflichtet, den Ausbaustandard der transnationalen Straßen zu erhöhen.
Die Fernstraße führt von Nateuy, Laos (AH3) nach Muang Xay, Luang Prabang, Vang Vieng, Vientiane, Nong Khai, Udon Thani, Khon Kaen, Nakhon Ratchasima, Saraburi, bis nach Hin Kong (Landkreis Nong Khae, AH1).
Seit dem 8. April 1994 ist diese Nord-Süd-Strecke des Asian Highway, AH12, vollständig fertiggestellt und durch die Länder Laos und Thailand selbständig finanziert. Außer für die zugehörige Erste Thailändisch-Laotische Freundschaftsbrücke wurde von der australischen Regierung 30 Millionen US-Dollar als Entwicklungshilfe bereitgestellt. Die Freundschaftsstraße (Thanon Mittraphap) wurde von den USA in den 1950er-Jahren angelegt, um die Versorgung während des Vietnamkrieges zu verbessern.

## Streckenabschnitte

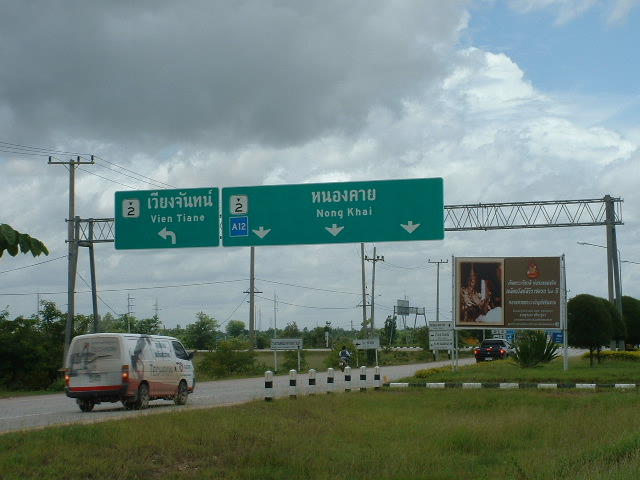
AH12 in Nong Khai (2006)

### Laos
- Nationalstraße 13: Nateuy – Vientiane  (593,5 km)
- ท.450 Umgehungsstraße Vientiane – Thanaleng (Präfektur Vientiane) (30 km)

- Grenze  Thailand (Erste Thailändisch-Laotische Freundschaftsbrücke über den Mekong)

### Thailand
- Grenze  Laos
- Thanon Mittraphap: Nong Khai – Saraburi (559,5 km)
- Thanon Phahonyothin: Saraburi – Hin Kong (Landkreis Nong Khae) (12 km)